# 虞浦帆
虞浦帆（1923年—2019年6月27日），男，浙江宁波人，中国计算机科学家，中国计算机领域先驱，曾为中国首枚原子弹爆炸的计算机辅助做出相当贡献。曾在华东计算机研究所任副所长职务。

## 生平
1945年毕业于沪江大学物理系。

## 社会兼职
1962年至1966年担任中国电子学会电子计算机（首届）专业委员会（其为中国计算机学会的前身）委员。1996年起担任中国计算机学会名誉理事。

## 主要成就
1962年8月，虞浦帆设计了中国最早成功使用汉字点阵的输出方式——小型功率脉冲变压器。
20世纪60年代，虞浦帆完成的“B510型电灼式快速输出（打印）装置”获得了中华人民共和国成立后的首次“国家发明奖励”。此后得到由毛泽东题字、聂荣臻签发的“发明证书”。
1964年10月，虞浦帆研制成功在当时国内运算速度最高的每秒运算5万次的J—501型电子管计算机，解决了在原子能、天文、气象等方面的许多重要的计算课题，特别是在中国第一颗原子弹成功爆炸等项目上发挥了重要的作用。他也分别于1954年、1955年、1956年被评为“上海市劳动模范”。